# JB-318
JB-318（化学名：N-乙基-3-哌啶醇二苯羟乙酸酯）是一种含氮有机化合物，化学式C
21H
25NO
3，能作为抗膽鹼劑，属于化学武器二苯乙醇酸-3-喹咛环酯的结构类似物。